# Emilio García (artiste)
Pour les articles homonymes, voir Emilio García et García.
Emilio García, né le 22 janvier 1981 à Tarragone, est un artiste espagnol.
Il devient populaire en 2008 avec la création de son œuvre Jumping Brain.

## Biographie
Il a grandi entre El Vendrell et Barcelone.
Emilio García, connu pour ses sculptures en forme de cerveau humain, est né en janvier 1981 à Tarragone. Fasciné par le développement cognitif et la culture pop, il explore la particularité et la neuroplasticité du cerveau humain en le transformant en une des nouvelles icônes de l’art contemporain. Il obtient son diplôme en graphisme à l'Escola d'art i disseny de Tarragone. Il étudie et travaille en même temps pour différents studios d’animation traditionnelle de Barcelone comme artiste de layout et illustrateur.
À partir de 1999 il travaille comme directeur d’art freelance pour les compagnies internationales comme Berlitz Corporation, Hitachi, Diesel, Inditex, Metro, Vans ou The North Face, entreprises spécialisées dans le design d’interfaces utilisateur et contenus interactifs. Son travail a été publié sur plusieurs « Web Design Index » de Pepin Press & Agile Rabbit (2002–2008) et « Taschen's 1000 Favorite Websites » (2003), entre autres.
Inquiet sur le sujet la numérisation de notre société, il voyait que cette culture s’éloignerait du tangible. Il réagit en 2008 en laissant sa carrière de directeur artistique afin de créer des œuvres physiques. Fasciné par les possibilités créatives du plastique, il commence donc une nouvelle étape comme sculpteur et dessinateur d’objets attractifs sous sa propre marque The Secret Lapo Laboratories (aussi connu sous le nom de Lapolab.

## Œuvre

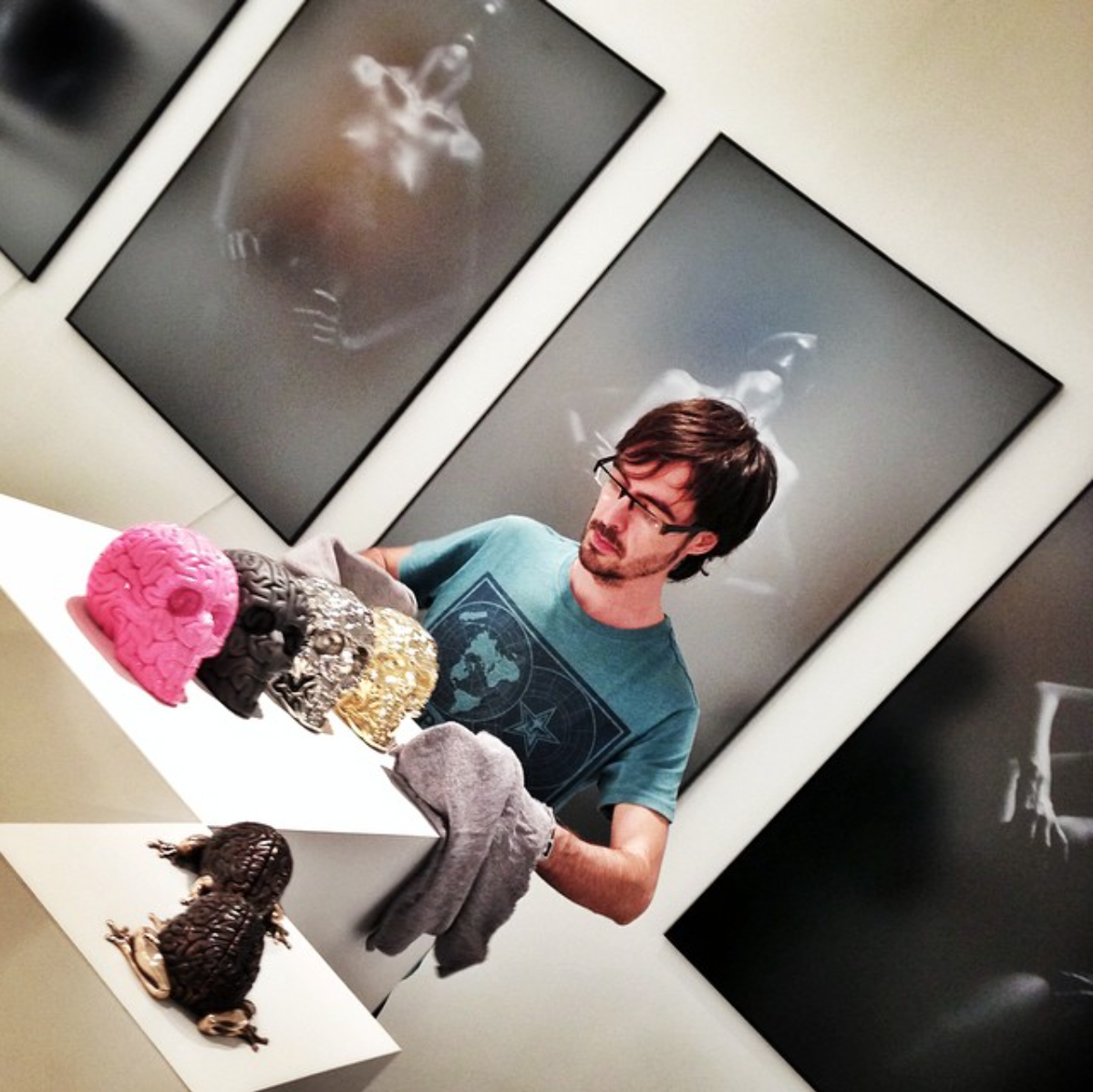
Emilio Garcia au Context Art Miami 2012

Son premier projet indépendant fut le désormais célèbre « Jumping Brain », une combinaison entre cerveau et grenouille, inspirée par « les particulières histoires sur les idées qu’avaient les gens pour franchir et sauter par-dessus le mur de Berlin » comme il déclara en différentes interviews. Les premières sculptures sont faites à la main par lui-même en éditions limités,, et il reçut le prix Plastic and Plush Toy Awards dans la catégorie de Sculpture de l’Année en 2008.
Au début de l’année 2009, il s’associe avec la compagnie de jouet et de design Toy2R pour reproduire ses créations. Des idées simples, avec un design propre, détaillé et avec un style particulier le positionne au niveau supérieur des collectionneurs les plus exigeants et sélectifs, et le stock s’épuisa rapidement. Les versions à grande échelle et en bronze du Jumping Brain sont vendues au Scope Art Show 2011, Swab Barcelona Contemporary Art Fair 2012 et sont l’image de MIA Art Fair 2012.
Dû à sa croissance artistique et à son succès, il continue d’explorer la neuroplasticité du cerveau humain et présente son Skull Brain au Context Art Miami 2012, et au Pulse Miami 2013, entre autres. C’est alors qu’il commence à s’engager dans tout type de merchandising neuro-urbain, des jouets de design en passant par des tables de skate et aussi des habits, des tasses, des posters, etc. en collaborant avec des marques comme Disney ou Chanel et avec des artistes comme Paul Frank ou Mark Ryden. Son travail gagne alors de la présence dans différents musées autour du monde comme le Musée des Beaux Arts au Québec ou bien le International Museum of Surgical Science of Chicago.
Actuellement[Quand ?] il continue dans la création de sculptures et de peintures de cerveaux particuliers comme le récent[évasif] Sponge Brain et le Brain Heart, plus dernièrement[évasif] pour l’Art Fair Tokyo 2016 et le Swab Barcelona Contemporary Art Fair 2016.

## Publications
Le travail d’Emilio García a été publié dans plusieurs magazines d’art, de design et culturel comme Clutter, Neo2 ou Juxtapoz et a contribué à l’élaboration de plusieurs livres comme We are Indie Toys chez HarperCollins  (ISBN 9780062293435), Resin Toys chez Lemo Editorial  (ISBN 8494115421) ou encore Skullture: Skulls in Contemporary Visual Culture chez Gingko Press  (ISBN 1584236132).
Il a aussi participé au tournage du documentaire Un designer Toy Artesanal par Jose M. Cuñat et Victor M. Mezquida en 2014 où on le voit parler de sa vie, de ses inspirations et de son processus de création.

## Expositions
- Block Mickey by Disney, Times Square, Hong Kong, 2009
- Swab Barcelona Contemporary Art Fair, Iguapop Gallery, Barcelone, Espagne, 2010
- Street Anatomy, International Museum of Surgical Science, Chicago, 2010
- Conjoined in 3D, Copro Gallery, Santa Monica, 2011
- Art@HBM, Musée des Beaux Arts, Québec, Canada, 2011
- Brain Evolution, Toy Art Gallery, Los Angeles, 2011
- Scope Art Show, Black Square Gallery, Miami, 2011
- Miami International Art Fair (MIA), Black Square Gallery, Miami, 2012
- Jumping Brain, atelier et conférence, Université Drexel, Philadelphie, 2012
- Emilio Garcia's OTIVM, galerie Artoyz, Paris, France, 2012
- Context Art Miami, Black Square Gallery, Miami, 2012
- At home I'm a tourist, collection Selim Varol, CAC Málaga, Espagne, 2013
- Face Off, International Museum of Surgical Science, Chicago, 2013
- PULSE Miami, Black Square Gallery, Miami, 2013
- Art Fair Tokyo, JPS Gallery, Tokyo, Japon, 2016
- Brain Being, JPS Gallery, Hong Kong, 2017